# Adisak Srikampang
Adisak Srikampang (thailändisch อดิศักดิ์ ศรีกำปัง; * 14. Januar 1985 in Rayong), auch als Ae (thailändisch เอ๋) bekannt, ist ein ehemaliger thailändischer Fußballspieler.

## Karriere
Adisak Srikampang erlernte das Fußballspielen in der Jugendmannschaft vom Rayong FC aus Rayong. Hier unterschrieb er 2006 auch seinen ersten Profivertrag. Bei Rayong spielte er bis 2010. 2011 wechselte er zum Zweitligisten PTT Rayong FC. 2013 wurde er mit dem Club Tabellendritter und stieg somit in die erste Liga auf. 2015 zog es ihn nach Ratchaburi. Hier unterschrieb er einen Vertrag beim Erstligisten Ratchaburi Mitr Phol. Die Rückserie 2016 wurde er an den Zweitligisten Ubon UMT United nach Ubon Ratchathani ausgeliehen. Mit dem Club wurde er Vizemeister und stieg somit in die erste Liga auf. Nach dem Aufstieg verließ er den Club und schloss sich den ebenfalls in der ersten Liga spielenden Chonburi FC an. Für dem Club aus Chonburi spielte er die Hinserie 2017. Die Rückserie wurde er nach Songkhla zum Zweitligisten Songkhla United FC ausgeliehen. 2018 wechselte er nach Bangkok zum Erstligisten Police Tero FC. Mit dem Club stieg er nach Ende der Saison 2018 in die zweite Liga ab. 2019 wurde Police Vizemeister und stieg erneut in die erste Liga auf. Im Mai 2021 verließ er Police Tero und wechselte zu seinem ehemaligen Verein Rayong FC. Im Juni 2022 wurde sein Vertrag verlängert. Zur neuen Saison steht der dem Verein als Spieler und Co-Trainer zur Verfügung. Nach 31 Ligaspielen für Rayong gab er im Dezember 2022 das Ende seiner Karriere als Fußballspieler bekannt.

## Erfolge
Ubon UMT United
- Thailändischer Zweitligavizemeister: 2016  ▲

Police Tero FC
- Thailändischer Zweitligavizemeister: 2019  ▲

## Auszeichnungen
Thai Premier League Division 1
- Torschützenkönig: 2011